# Мвиньи, Хусейн Али
Хусейн Али Мвиньи (англ. Hussein Mwinyi; род. 23 декабря 1966, Занзибар, Занзибар) — танзанийский и занзибарский государственный и политический деятель. С ноября 2020 года занимает пост президента Занзибара. Сын бывшего президента Танзании Али Хасана Мвиньи, является членом политической партии «Чама Ча Мапиндузи».

## Президентство

### Выборы 2020 года
В июне 2020 года объявил о выдвижении своей кандидатуры на выборах президента Занзибара. На внутрипартийных выборах опередил других кандидатов на должность президента, бывшего главного министра Занзибара Шамси Вуаи Находху и доктора Халида Мохамеда, который занимал должность секретаря второго вице-президента. В июле 2020 года 164 члена Национального исполнительного комитета «Чама Ча Мапиндузи» проголосовали 78,65 % за кандидатуру Хусейна Али Мвиньи на должность лидера партии на всеобщих выборах 2020 года. Во избежание обвинений в коррупции внутрипартийные выборы транслировались в прямом эфире по телевидению. Несколько делегатов «Чама Ча Мапиндузи» назвали популярность Хусейна Али Мвиньи среди избирателей основной причиной своего выбора. 
28 октября 2020 года состоялись всеобщие выборы на Занзибаре, на которых он одержал победу над 14 другими кандидатами, набрав 76,27 % голосов. В выборах приняли участие 88 % из 566 352 зарегистрированных избирателей Занзибара. «Чама Ча Мапиндузи» ни разу не проигрывала на выборах с момента обретения Танзанией независимости в 1961 году. Сейф Шариф Хамад, кандидат от оппозиции от политической партии «Альянс за перемены и прозрачность», пытался организовать протесты против результатов выборов, вскоре после чего был арестован. Кроме того, лидер «Альянса за перемены и прозрачность» Зитто Кабве заявил, что член Центрального комитета партии был госпитализирован. Эти инциденты происходили на фоне всеобщих выборов в Танзании 2020 года, правительство Соединённых Штатов Америки заявило, что имеются «достоверные сведения» о сфабрикованных результатах. Тем не менее, председатель избирательной комиссии Занзибара Хамид Махмуд Хамид заявил, что выборы прошли мирно, а кандидат Джума Али Хатиб от оппозиционной партии «Танзанийский демократический альянс» поздравил Хусейна Али Мвиньи с победой на выборах, сказав: «Через урны для голосования Бог назначил вас руководить Занзибаром». 
Действующий президент Танзании Самия Сулуху, которая также является членом партии «Чама Ча Мапиндузи», высоко оценила политический «мир и спокойствие» на Занзибаре в годовщину победы Хусейна Али Мвиньи на выборах и после смерти Сейфа Шарифа Хамада в феврале 2021 года.

### Борьба с коррупцией
В ходе предвыборной кампании и вскоре после выдвижения на должность лидера «Чама Ча Мапиндузи» заявил, что нечестных государственных служащих следует запугать, потому что он собирается бороться с коррупцией. Под его руководством Управление по борьбе с коррупцией и экономическими преступлениями Занзибара (ZAECA) расследовало 289 дел, что позволило спасти сотни миллионов долларов США государственных средств от растраты или отмывания. Включает в себя отстранение, но не увольнение с должности директора Фонда социального обеспечения Занзибара Сабры Иссы Мачано и должностного лица Налогового управления Танзании. Действующий директор ZAECA Мусса Хаджи Али назвал Хусейна Али Мвиньи первым президентом Занзибара, посетившего офис с момента его создания в 2012 году.

### Развитие экономики
Хотя его цели по экономическому развитию Занзибара некоторые раскритиковали как «непрактичные», на Занзибаре в каждом квартале 2021 года наблюдался гораздо более высокий рост ВВП, чем за аналогичные периоды 2020 года. В январе 2022 года правительство Занзибара выделило 149 миллиардов танзанийских шиллингов (что эквивалентно 68 миллионам долларов США) на развитие синей экономики архипелага, закупив различное рыболовное оборудование. Кроме того, учредил Министерство синей экономики и рыболовства Занзибара, которое получило высокую оценку экспертов за стремление устранить неблагоприятные последствия изменения климата для индустрии морских водорослей в стране. Также облегчил владельцам малого бизнеса продажу своей продукции, дав разрешения на работу для тысяч предприятий, которые в противном случае были бы закрыты властями, что было предпринимателями в дальнейшем использовано для обеспечения кредитов в банках.

### Права женщин
Будучи первым лидером африканского государства, присоединившимся к альянсу HeForShe ООН, был назван организацией «ООН-женщины» Танзании чемпионом HeForShe 2021 года. Представитель структуры «ООН-женщины» Танзании Хосан Адду похвалила его за продолжение реализации второго этапа программы Wanawake Wanaweze («Женщины могут» на суахили), которая поддерживает женщин, берущих на себя руководящие роли в политике. В первый год пребывания в должности президента отменил возможность освобождения под залог за все преступления на сексуальной почве и заявил, что будет уделять больше внимания искоренению различных форм насилия в отношении женщин, особенно в сельской местности, а также улучшать социальные услуги, сокращать уровень материнской смертности, а также обеспечить женщин водой.

### Отношения с Китаем
У Хусейна Али Мвиньи были положительные отношения с Китаем с тех пор, как он был министром обороны и национальной службы Танзании. Во время его переговоров с бывшим министром национальной обороны Китая Ляном Гуанле тот отметил хорошие отношения между Китаем и Танзанией, заявив, что они были на высоком уровне на протяжении последних 45 лет. По словам Хусейна Али Мвиньи, Китай является крупнейшим иностранным инвестором на Занзибаре с капиталом в 7,6 миллиарда долларов США. Особенно это касается медицинской помощи, так как Китай инвестировал десятки миллионов долларов США в больницы Занзибара, а также пожертвовал вакцины против COVID-19 и предоставил команду медиков, которая за последние десять лет вылечила более 100 000 пациентов.

### Отношения с Танзанией
Президент Танзании Самия Сулуху, бывший вице-президент страны, вступившая в должность после смерти президента Джона Магуфули, разместила в своем Instagram фотографию Хусейна Али Мвиньи в годовщину его победы на выборах вместе с подписью на суахили, которая переводится как «мы доверяем Вам и желаем всего наилучшего в развитии Занзибара. Я обещаю Вам больше поддержки». Несмотря на требования некоторых занзибарцев к независимости от Танзании, Хусейн Али Мвиньи призывает к сохранению действующих отношений между двумя правительствами для сохранения торговли, заявив, что занзибарцы являются основными потребителями риса с материка, включая Морогоро, и поэтому должны продолжать поддерживать этот союз, гарантируя, что людям будет предоставлена возможность заниматься бизнесом.

## Личная жизнь
Женат, имеет четверо детей.